# Cleora derogaria
Cleora derogaria là một loài bướm đêm trong họ Geometridae.